# Túpac Amaru II
Túpac Amaru II (Surimana-Canas, região de Cusco, Vice-reino do Peru, 19 de março de 1738 – Cusco, 18 de maio de 1781), nascido José Gabriel Condorcanqui Noguera, foi um líder mestiço peruano de origem nobre.
Tupac Amaru II conduziu a maior rebelião anticolonial da América no século XVIII — a chamada Grande Rebelião —, que teve lugar no Vice-reino do Rio da Prata e no Vice-reino do Peru, iniciada em 4 de novembro de 1780, com a captura e posterior execução do corregedor Antonio de Arriaga. Embora a revolta não tenha tido sucesso, Túpac Amaru II acabou por se tornar uma figura mítica, inspirando inúmeros movimentos pela independência do Peru, bem como a luta pelos direitos dos povos indígenas.
Ele não deve ser confundido com Tupac Katari, líder de um levante similar ocorrido na mesma época, na região da atual Bolívia.

## Contexto Histórico
A chegada dos espanhóis à América foi marcada por doenças que dizimaram a população indígena, causando alta mortalidade entre eles. O modelo de vice-reinado espanhol foi implementado na América, um modelo que era uma divisão relativamente autônoma do reino governada por um vice-rei que tinha a função de administrar e governar o território em nome da monarquia espanhola, considerando esses territórios como um província do Império Espanhol, com os mesmos direitos que qualquer província da Espanha continental.
Nos primeiros anos do governo espanhol houve revoltas indígenas contra eles, como é o caso de Manco Inca ou do movimento Taqui Ongo. No entanto, nem toda a população indígena era contra a dominação hispânica. Havia curacas (caciques) dispostos a fazer acordos com os espanhóis. Além disso, foi imposto um sistema de encomendas com o objetivo de promover a assimilação cultural e a conversão ao catolicismo, mas, na prática, levou à exploração e ao trabalho forçado em condições brutais. Diante dos abusos denunciados, as Leis de Burgos e as Leis Novas foram promulgadas para garantir os direitos dos povos indígenas.
Entre 1580 e 1650, o sistema econômico mercantilista implantou-se definitivamente no Peru com o surgimento da mineração em grande escala graças à exploração dos filões de prata de Potosí por amalgamação com o mercúrio de Huancavelica. O vice-rei Álvarez de Toledo promoveu a distribuição do trabalho indígena por meio da mita, uma forma de trabalho herdada do Império inca para o desenvolvimento de obras públicas, como a construção de templos, aquedutos, fortalezas, estradas, etc., tendo um caráter estrito de cumprimento para os homens e todos os povos, que receberam justa retribuição, embora em muitos casos tenha se tornado um sistema de escravidão muito severo exercido pelos Incas. Com isso, mão-de-obra foi fornecida às ricas minas de Potosí, produtoras de imensas quantidades de minério de prata, e a Huancavelica, de onde foi extraído mercúrio, com o qual foi possível converter em O Peru é um dos centros de produção de prata mais importantes do mundo. Os centros mineiros eram cidades que rapidamente se transformaram em empórios comerciais que mesclavam todo um circuito comercial em que se localizavam a Cidade do México (para Zacatecas e Guanajuato) e a Cidade dos Reis (para Potosí, Cerro de Pasco e Huancavelica).
No final do século XVIII, as reformas foram introduzidas pela Casa de Bourbon, uma casa real de origem francesa que governou a Espanha em substituição à Casa da Áustria. Essas reformas pretendiam revitalizar a administração do vice-reino, reorganizando o território e as políticas econômicas, bem como aumentando o poder do Estado, reduzindo a influência política da aristocracia. Em relação ao território, foram criados os vice-reinados de Nova Granada e Río da Prata, este último representando a perda de destaque do Vice-Reino do Peru, com um impacto especial nos comerciantes. Essas medidas, somadas às reformas fiscais como o estabelecimento de alfândegas e o aumento de impostos, levaram ao levante de Túpac Amaru II.

## Biografia
José Gabriel Condorcanqui, era um próspero comerciante mestiço, descendente de indígenas e de criollos. Ele nasceu em 19 de março de 1738 na cidade de Surimana, província de Canas (Cuzco - Peru). Era filho de Miguel Condorcanqui Usquiconsa e Carmen Rosa Noguera Valenzuela. Seu pai Miguel Condorcanqui, que tinha privilégios como ser um dos 24 índios nobres que deveriam ser escolhidos para tenente real pelo qual não pagava tributo, estava isento de serviços pessoais, podia usar ornamentos devidamente espanhóis e possuía riqueza para receber educação dos elite; Foi Cacique de três cidades do distrito de Tinta: Surimana, Pampamarca e Tungasuca, cargo que José Gabriel herdou, além de herdar 350 mulas que fez trabalhar no circuito Cuzco - Alto Perú, rota comercial que ligava Lima e Cuzco ao Minas de Potosí.
Durante sua infância, ele viveu em Surimana, mas acompanhou seu pai em suas viagens por todo o distrito e mais longe, enquanto ele cumpria seus deveres como curaca e exercia seu comércio como comerciante. Essas expedições continuaram quando José Gabriel atingiu a maioridade e assumiu o cargo e a profissão de seu pai.
Sua formação inicial esteve a cargo do padre crioulo López de Sosa y Rodríguez. Devido ao seu status de nobre indígena, ele estudou na prestigiosa escola San Francisco de Borja del Cuzco, administrada pela ordem jesuíta para os filhos de nobres indígenas. Mais tarde, ele estudou na Universidade de San Marcos. Era fluente em quíchua, espanhol e latim, destacando entre suas leituras os Comentários reais do Inca Garcilaso de la Vega, as Sete Partidas de Alonso X de Castela, as Sagradas Escrituras, o drama quíchua de Ollantay, bem como posterior e clandestinamente os textos de Voltaire e Rousseau, que na época foram censurados.
Casou-se em 25 de maio de 1758 com Micaela Bastidas, de raízes africanas e indígenas fruto da miscigenação da época, com quem teve três filhos: Hipólito, Mariano e Fernando (todos de sobrenome Condorcanqui Bastidas); seis anos após o seu casamento foi nomeado chefe dos territórios que lhe correspondiam por herança. José Gabriel estabeleceu sua residência na cidade de Cuzco, de onde viajava constantemente para monitorar o funcionamento de suas terras. Como curaca, José Gabriel manteve os direitos à terra. Ele também tinha interesses em pequenos campos de mineração e coca no sul de Carabaya, além de possuir várias casas e uma pequena fazenda. Entre 1776 e 1780, José Gabriel entrou em contencioso com a família Betancur pelo direito de sucessão ao Marquês de Oropesa, perdendo o processo.
No final da década de 1770, a abertura de Buenos Aires ao comércio do Alto Peru acabou com o monopólio comercial de Lima e significou maior competição para os produtores de Cuzco que vendiam suas mercadorias em Potosí e tinham que competir com os de Buenos Aires e mesmo os da Espanha. Por outro lado, a superprodução generalizada nos Andes pressionou os preços para baixo. Além disso, nos anos de 1778 e 1779, o clima extremamente frio prejudicou as colheitas e dificultou as viagens. Em 1780, Túpac Amaru, que também passou por essa crise, tinha recursos consideráveis, mas, da mesma forma, numerosas dívidas. Ele também testemunhou o mal-estar econômico e ouviu sobre isso de diferentes autores, desde comerciantes à beira da falência até comunidades que não podiam arcar com a crescente carga tributária.
José Gabriel fez reclamações sobre essas questões, pedindo também que os indígenas fossem libertados do trabalho obrigatório nas minas, reclamações encaminhadas pelos canais regulares às autoridades em Tinta, Cusco e posteriormente em Lima, obtendo recusas ou indiferença. Além disso, adota o nome de Túpac Amaru II, em homenagem a seu antepassado Túpac Amaru I, o último Inca de Vilcabamba, buscando o reconhecimento de sua linhagem real Inca, pelo que seguiu um processo judicial durante anos na Audiência de Lima que foi finalmente rejeitado. Em 15 de agosto de 1778, durante uma procissão na cidade de Cuzco, José Gabriel apareceu perante as autoridades espanholas vestido com símbolos incas: a mascaipacha (símbolo do poder imperial), o uncu com o tocapus (traje cerimonial inca), o yauri (cetro) e o disco solar dourado no peito.
Em 4 de novembro de 1780, o corregedor Antonio de Arriaga foi julgado e executado após uma festa. Quando Arriaga deixou a festa bêbado, Túpac Amaru II e vários de seus aliados o capturaram e o forçaram a escrever cartas para um grande número de espanhóis e curacas. Quando cerca de 200 deles foram reunidos, Túpac Amaru II os cercou com cerca de 4 000 nativos e, alegando que estava agindo sob as ordens diretas da Coroa espanhola, deu a Antonio Oblitas, o servo de Arriaga, o privilégio de executá-lo. Uma plataforma foi erguida no meio de uma praça da cidade local, e a tentativa inicial de enforcar o magistrado falhou quando a corda se quebrou. Arriaga então correu para tentar chegar a uma igreja próxima, mas não foi rápido o suficiente para escapar e foi enforcado na segunda tentativa. Nesse mesmo dia se declararia: “Dom José I, pela graça de Deus, Inca, Rei do Peru, Santa Fé, Quito, Chile, Buenos Aires e Continentes dos Mares do Sul, Duque do Superlativo, Senhor dos Césares e Amazonas com domínio em Gran Paititi, Comissário e Distribuidor da Divina Misericórdia, pelo inigualável Tesouro" acrescentando depois "que tem havido repetidos gritos dirigidos a mim pelos povos indígenas desta e das províncias vizinhas, reclamações contra os abusos cometidos por funcionários da coroa nascida na Europa" continuando "agi … apenas contra os abusos acima mencionados e para preservar a paz e o bem-estar dos índios, mestiços, mambos, bem como dos brancos e negros nativos".
Sua esposa Micaela Bastidas e parentes de ambos tiveram uma participação de primeira linha no movimento, tanto no recrutamento, abastecimento e até certo ponto na tomada de decisões. Com o apoio de outros curacas, mestiços e alguns crioulos, a rebelião se espalhou, atingindo tropas de dezenas de milhares de combatentes. Em seus discursos Túpac Amaru II usou uma linguagem simbólica e, tendo-se proclamado inca, buscou reivindicar sua autoridade político-militar e domínio sobre o povo, soberania sobre o território do Tahuantinsuyo, posse de terras e recursos, bem como seu status como líder religioso. Ao contrário do rei da Espanha, que tinha funções limitadas, o Inca era considerado filho do Deus Sol, mediador entre o mundo divino e humano, objeto de adoração, profeta e restaurador da ordem natural que dava sentido à existência da vida pela concentração dos poderes terrestres e divinos. Com essa identificação, muitos índios e curacas se juntaram a Túpac Amaru II. Além disso, Túpac Amaru II, ofereceu a abolição da alcabala, da mita de Potosí, entre outras.
Enquanto marchavam em direção a Cuzco, os rebeldes ocuparam as províncias de Quispicanchis, Tinta, Cotabambas, Calca e Chumbivilcas. Os rebeldes saquearam as casas dos espanhóis e mataram seus ocupantes.
Em 18 de novembro de 1780, Cuzco enviou mais de 1 300 soldados espanhóis e indígenas. As duas forças opostas se enfrentaram na cidade de Sangarará. Foi uma vitória absoluta para Túpac Amaru II e seus rebeldes nativos; todos os 578 soldados espanhóis morreram e os rebeldes tomaram posse de suas armas e suprimentos. No entanto, a vitória também teve um preço. A batalha revelou que Túpac Amaru II foi incapaz de controlar totalmente seus seguidores rebeldes, pois eles massacraram brutalmente sem ordens diretas. Relatos de tal violência e a insistência dos rebeldes na morte dos espanhóis eliminaram qualquer possibilidade de apoio da classe criolla.
Túpac Amaru II procurou ganhar o apoio da Igreja mas foi excomungado "por ser incendiário nas capelas públicas e na Igreja de Sangarará, (…) como rebelde traidor do Rei, Nosso Senhor, (…) perturbador da paz e usurpador dos Direitos Reais”. A vitória conquistada no Sangarará seria seguida por uma série de derrotas. A derrota mais séria veio quando Túpac Amaru II não conseguiu capturar Cuzco, onde seus 40 000-60 000 seguidores indígenas foram repelidos pela cidade fortificada que consistia em uma força combinada de tropas nativas leais e reforços de Lima. Depois de ser expulso da capital do antigo império Inca e centro intelectual do Vice-Reino do Peru, Túpac Amaru II e seus homens marcharam pelo campo tentando recrutar qualquer nativo para sua causa, reforçando suas forças.
O exército de Túpac Amaru II foi cercado entre Tinta e Sangarará, traído por dois de seus oficiais, o Coronel Ventura Landaeta e o Capitão Francisco Cruz, o que o levou a ser capturado em 6 de abril de 1781. Ele foi levado para Cuzco acorrentado e a cavalo. uma mula onde ele entrou uma semana depois "com um semblante sereno" enquanto os sinos da Catedral respondiam celebrando sua captura.
Ele foi preso na capela de San Ignacio do convento da Companhia de Jesus, onde foi interrogado e torturado. Quando o visitante José Antonio de Areche entrou na prisão, Túpac Amaru II respondeu-lhe: “Só você e eu somos culpados, você por oprimir o meu povo e eu por tentar libertá-los de tal tirania. Nós dois merecemos a morte".
Em 18 de maio de 1781, em uma cerimônia pública na Plaza de Armas de Cuzco, Túpac Amaru II testemunhou a execução de seus capitães, seu filho mais velho e sua esposa. Eles tentaram desmembrá-lo vivo amarrando cada um de seus membros a cavalos para que pudessem puxá-los e arrancá-los, mas suas tentativas falharam devido à sua constituição física. Seus algozes escolheram decapitá-lo e despedaçá-lo.
Seu filho mais novo, Fernando, não foi executado, mas exilado para a África, embora chegasse a Cádis, onde seria preso. Apesar da execução, o governo do vice-reino não conseguiu reprimir a rebelião que continuou liderada por Diego Cristóbal Túpac Amaru. Túpac Katari, o líder aimará, liderou por sua vez até ser capturado e posteriormente assassinado. Bartola Sisa assumiria a liderança do exército Katari e seria executado em 1782. Diego Cristóbal morreria em 1783.
Durante seu auge e, principalmente, após a captura e execução de Túpac Amaru II, a rebelião se espalhou de forma extremamente violenta, sem fazer prisioneiros e com a prática de assassinar quem falasse espanhol ou se vestisse à moda europeia; os nativos também foram atacados. Assim, a execução sistemática transformou a rebelião em um verdadeiro banho de sangue em que se estima que entre 80 e 100 mil pessoas foram assassinadas.

## Legado
No Peru, o governo do General Juan Velasco Alvarado acolheu a efígie estilizada e idealizada de Túpac Amaru II como um símbolo do Governo Revolucionário das Forças Armadas que chefiava. Túpac Amaru II é considerado um precursor da Independência do Peru por excelência. Nesse mesmo país surgiria o grupo terrorista de ideologia comunista que levaria o nome de Túpac Amaru II, o Movimento Revolucionário Túpac Amaru.
No Uruguai, os Tupamaros foram um grupo insurgente que atuou entre os anos 1960 e 1970 e que foi assim chamado pela admiração que seus simpatizantes tinham.
Na Venezuela, inspirado pelo já citado grupo uruguaio, o Movimento Tupamaro venezuelano realizou ações armadas entre 1992 e 1998.
Nos Estados Unidos, o rapper 2pac nasceu Túpac devido à admiração que sua mãe Afeni Shakur (ativista da organização socialista Panteras Negras) tinha por ele.
Na Argentina, o nome foi adotado pela Associação Tupac Amaru, movimento indígena que surgiu em 2001 na província de Jujuy.

## Árvore genealógica dos últimos incas[38]
|  |  |           |           |           |           |             |             |             |             |             |             |  |  |  |  |                |                |                |                |                |                |  |  |  |  |  |  |                |             |             |             |             |             |  |  |  |  |  |  |  |  |  |  |  |  |  |  |  |  |
|  |  |           |           |           |           |             |             |             |             |             |             |  |  |  |  |                |                |                |                |                |                |  |  |  |  |  |  |                |             |             |             |             |             |  |  |  |  |  |  |  |  |  |  |  |  |  |  |  |  |
|  |  | Atahualpa | Atahualpa | Atahualpa | Atahualpa | Atahualpa   | Atahualpa   |             |             |             |             |  |  |  |  | Manco Capac II | Manco Capac II | Manco Capac II | Manco Capac II | Manco Capac II | Manco Capac II |  |  |  |  |  |  |                |             |             |             |             |             |  |  |  |  |  |  |  |  |  |  |  |  |  |  |  |  |
|  |  | Atahualpa | Atahualpa | Atahualpa | Atahualpa | Atahualpa   | Atahualpa   |             |             |             |             |  |  |  |  | Manco Capac II | Manco Capac II | Manco Capac II | Manco Capac II | Manco Capac II | Manco Capac II |  |  |  |  |  |  |                |             |             |             |             |             |  |  |  |  |  |  |  |  |  |  |  |  |  |  |  |  |
|  |  |           |           |           |           |             |             |             |             |             |             |  |  |  |  |                |                |                |                |                |                |  |  |  |  |  |  |                |             |             |             |             |             |  |  |  |  |  |  |  |  |  |  |  |  |  |  |  |  |
|  |  |           |           |           |           | Sayri Tupac | Sayri Tupac | Sayri Tupac | Sayri Tupac | Sayri Tupac | Sayri Tupac |  |  |  |  | Titu Cusi      | Titu Cusi      | Titu Cusi      | Titu Cusi      | Titu Cusi      | Titu Cusi      |  |  |  |  |  |  | Túpac Amaru    | Túpac Amaru | Túpac Amaru | Túpac Amaru | Túpac Amaru | Túpac Amaru |  |  |  |  |  |  |  |  |  |  |  |  |  |  |  |  |
|  |  |           |           |           |           | Sayri Tupac | Sayri Tupac | Sayri Tupac | Sayri Tupac | Sayri Tupac | Sayri Tupac |  |  |  |  | Titu Cusi      | Titu Cusi      | Titu Cusi      | Titu Cusi      | Titu Cusi      | Titu Cusi      |  |  |  |  |  |  | Túpac Amaru    | Túpac Amaru | Túpac Amaru | Túpac Amaru | Túpac Amaru | Túpac Amaru |  |  |  |  |  |  |  |  |  |  |  |  |  |  |  |  |
|  |  |           |           |           |           |             |             |             |             |             |             |  |  |  |  |                |                |                |                |                |                |  |  |  |  |  |  | Túpac Amaru II |             |             |             |             |             |  |  |  |  |  |  |  |  |  |  |  |  |  |  |  |  |